# Матуш Путноцький
Матуш Путноцький (словац. Matúš Putnocký; нар. 1 листопада 1984, Пряшів) — словацький футболіст, воротар.
Найбільш відомий виступами за «Слован» (Братислава), з яким став дворазовим чемпіоном Словаччини, тириразовим володарем Кубка Словаччини та володарем Суперкубка Словаччини. Також значну частину кар'єри провів у польських клубах.

## Ігрова кар'єра
Народився 1 листопада 1984 року в місті Пряшів. Вихованець футбольної школи клубу «Бардейов». У вересні 2003 року він приєднався до клубу «Стіл Транс» (Личартовце), звідки він повернувся до «Бардейова» на правах шестимісячної оренди в зимове трансферне вікно сезону 2003/04. Влітку 2005 року «Стіл Транс» об'єднався з клубом «Кошиці», де Путноцький продовжив кар'єру, спочатку виступаючи за резервний склад, а потім виступав і за першу команду. З командою став володарем Кубка Словаччини у сезоні 2008/09.
Перед сезоном 2009/10 він перейшов у «Слован» (Братислава), швидко витіснивши Лукаша Грошшо і незабаром після прибуття взяв участь у здобутті командою Суперкубка Словаччини. Навесні 2010 року виграв у складі «Слована» кубок країни, після чого виграв із клубом «золотий дубль» у наступному сезоні 2010/11. У січні 2013 року він продовжив контракт зі «Слованом» до літа 2016 року, і того ж року зумів виграти з командою ще один «золотий дубль» у сезоні 2012/13. 
Перед весняною частиною сезону 2013/14 в команду повернувся Душан Перніш, який став основним воротарем. Путноцький тренувався лише з резервом і зрештою пішов в оренду до «Нітри» на шість місяців. За підсумками сезону 2013/14 «Слован» став чемпіоном чемпіонату, в якому він частково брав участь. Влітку 2014 року знову відправився в оренду, на цей раз у клуб «Ружомберок», де грав до кінця року.
У січні 2015 року перейшов до польського клубу «Рух» (Хожув), з яким підписав шестимісячний контракт з опцією продовження. Влітку 2015 року команда скористалася цим правом і підписала з гравцем новий контракт до кінця сезону 2016/17. Він був основним гравцем «Руху» і зіграв 52 матчі чемпіонату протягом півторарічного періоду.
Перед сезоном 2016/17 його придбала інша польська команда, а саме «Лех» (Познань), і підписала з ним трирічний контракт. У сезоні 2016/17 він зіграв 18 сухих матчів у Екстраклас, а «Лех» до кінця боровся за титул, зрештою фінішувавши на 3-му місці. Незважаючи на це, Путноцького визнали найкращим воротарем сезону 2016/17.
З 2019 по 2022 роки він виступав за «Шльонськ» (Вроцлав), після чого у жовтні 2022 року став гравцем клубу другого польського дивізіону «Сандеція». Запідсумками сезону вилетів з командою до третього дивізіону.
Влітку 2023 року повернувся на батьківщину і став гравцем клубу «Кошиці», який саме вийшов у місцеву вищу лігу.
З 2024 року виступає за аматорські клуби.

## Титули і досягнення
- Чемпіон Словаччини (2):

«Слован»: 2010/11, 2012/13
- Володар Кубка Словаччини (4):

«Кошиці»: 2008/09
«Слован»: 2009/10, 2010/11, 2012/13
- Володар Суперкубка Словаччини (1):

«Слован»: 2010
- Володар Суперкубка Польщі (1):

«Лех» (Познань): 2016